# Cada ver es
Cada ver es és una pel·lícula documental espanyola del 1981 escrita i dirigida per Ángel García del Val.

## Sinopsi
És un acostament a la vida de Juan Espada del Coso, un embalsamador que treballa rutinàriament en el dipòsit de cadàvers de la Facultat de Medicina de la Hospital Clínic Universitari de València. El seu dia a dia deixa veure tot un catàleg de cadàvers, membres mutilats i molts mètodes de conservació que juguen amb l'impacte d'imatges verídiques de la mort. Construïda a partir de la fragmentació i la dissociació entre la banda d'imatge i la de so, el seu començament és semblant al de The Texas Chain Saw Massacre (1974), però els cadàvers són reals, els primers plans són desconcertants i la banda sonora sembla la d'una pel·lícula de terror. I el muntatge combina les imatges de la morgue amb metratge protagonitzat per malalts d'un sanatori mental i escenes de València en la dècada del 1980.

## Producció
El pressupost de la pel·lícula fou de 400.000 pessetes. El director va vendre la seva casa i, després, tot el que va poder, fins i tot la càmera Bólex amb la que havia rodat, per poder pagar la postproducció.

## Estrena i distribució
El fet que la Direcció General de Cinematografia del Govern de la UCD la va qualificar com a classificada S, reservada a pel·lícules eròtiques, i que estigués rodada en 16 mm la va allunyar de la distribució en sales comercials, va ser relegada a l'oblit fins a convertir-se en una pel·lícula maleïda, tot i que fou exhibida a la secció informativa de la II edició de la Mostra de València. Però les seves tècniques d'avantguarda i la seva multitud de lectures li han valgut l'etiqueta de pel·lícula de culte. El 2022 ha estat restaurada digitalment per l'Institut Valencià de Cultura i la Filmoteca de València.